# Chi Park
Chi Park è un personaggio fittizio della serie Dr. House - Medical Division. È una dottoressa, specializzata in neurologia e fisica, ed una degli assistenti del protagonista Gregory House a partire dell'ottava stagione.
Park nasce negli Stati Uniti, ed è la figlia di due immigrati: Kwansik Park, che è nato in Corea, mentre la madre è nata nelle Filippine. I suoi genitori sono venuti negli Stati Uniti con praticamente nulla, ma sono riusciti a fare abbastanza soldi per mandare la figlia in una Università medica. Ha un fratello.
Durante il liceo, le sue abitudini di intenso studio le hanno valso il soprannome di "Mostro dei libri". Non è indicato dove ha frequentato l'università, ma quel poco che sappiamo di lei è che è stata movimentata. Il suo compagno di stanza alla fine andò a diventare direttore del Yale Law Journal. Ha vissuto accanto ad una fraternità ebraica e, dalle sue parole, stette con più di trenta ragazzi, senza formare alcun legame affettivo. Tuttavia, ha avuto un ragazzo fisso. Mentre affrontavano "una pausa" per determinare se avrebbero voluto adottare una relazione permanente, ha colto l'occasione di dormire con due dei suoi amici, cosa per cui è stata poi lasciata. Come risultato, è ingrassata di 82 libbre e ha guadagnato il soprannome di "Parcheggio".
Tuttavia, ha continuato ad eccellere negli studi. Finalmente ha ottenuto un posto come un assistente di neurologia all'Università di Princeton-Plainsboro Teaching Hospital, e poiché i suoi genitori vivevano anche nei pressi del Princeton, ha cominciato a vivere di nuovo con loro.
Ha lasciato il reparto di neurologia dopo che ha dato un pugno al medico che assisteva, a causa di una molestia sessuale. Inizialmente voleva per l'accaduto lasciare l'ospedale, ma House le insegnerà ad affrontare la questione, a trattenerla nel suo reparto e fare di lei un ottimo medico.
È segretamente innamorata di Robert Chase.